# Architecture bioclimatique

Schéma de l'architecture bioclimatique.

 (février 2019).
Si vous disposez d'ouvrages ou d'articles de référence ou si vous connaissez des sites web de qualité traitant du thème abordé ici, merci de compléter l'article en donnant les références utiles à sa vérifiabilité et en les liant à la section « Notes et références ».
 (février 2019).
L'architecture bioclimatique est une discipline de l'architecture dont l'objectif est de tirer parti des conditions d'un site et de son environnement. Cette architecture s'adapte aux caractéristiques et aux particularités propres au lieu d'implantation : son climat (ou son microclimat), sa géographie et sa géomorphologie. Dans le but d'améliorer le confort et l'efficacité énergétique du bâtiment, l'architecture bioclimatique fait appel à des stratégies, techniques et constructions qui permettent de chauffer, rafraîchir et/ou ventiler l'intérieur d'une construction.
La conception bioclimatique (parfois appelée simplement bioclimatisme) correspond aux stratégies, solutions et techniques architecturales mises en place dans le projet bioclimatique. Elle s'inscrit dans une réflexion et un objectif de respect de l'environnement et de la biosphère, et vise une dimension écologique en adéquation avec les principes du développement durable.
L'architecture bioclimatique regroupe la construction solaire, orientée vers le captage de l'énergie solaire, et la construction passive, dérivée du label Passivhaus où le respect de certains principes et performances énergétiques est exigé.

## Étymologie
ArchitectureVoir l'article Wikipédia sur l'architecture : Art de bâtir des édifices.
Bioclimatique
Composition du radical "climatique", faisant référence aux conditions environnementales d'un lieu, et du préfixe "bio-", faisant référence à la vie et à la biologie, et au sens large à la nature. En lui-même l'adjectif "bioclimatique" n'a pas de définition faisant consensus. L'architecture bioclimatique cherche à s'adapter au climat environnant, de manière naturelle, elle met en relation la vie humaine avec son environnement climatique.

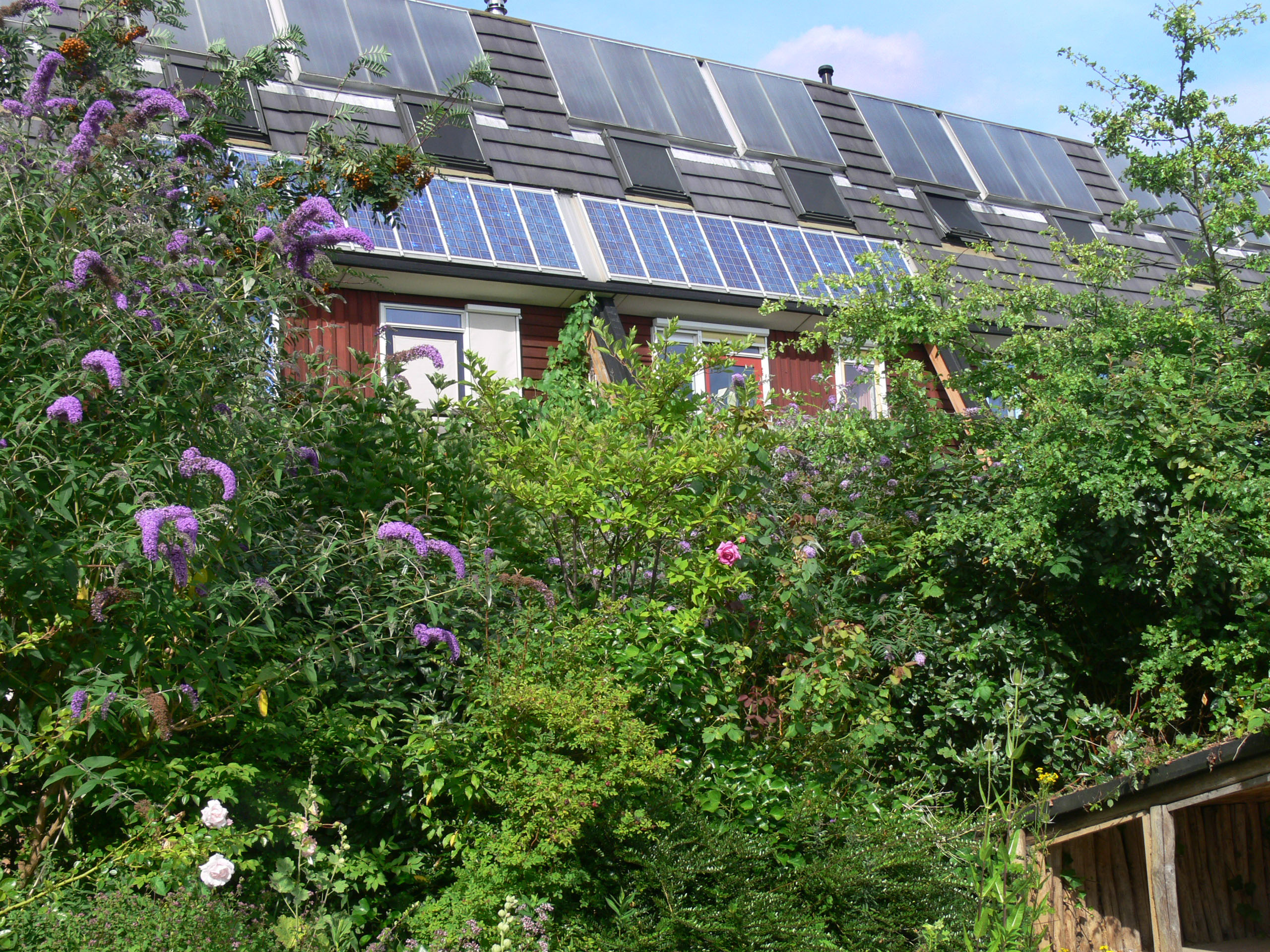
L'une des nombreuses formes de maisons bioclimatiques et écologiques de l'écoquartier néerlandais Eva Lanxmeer.

## Principes de l'architecture bioclimatique

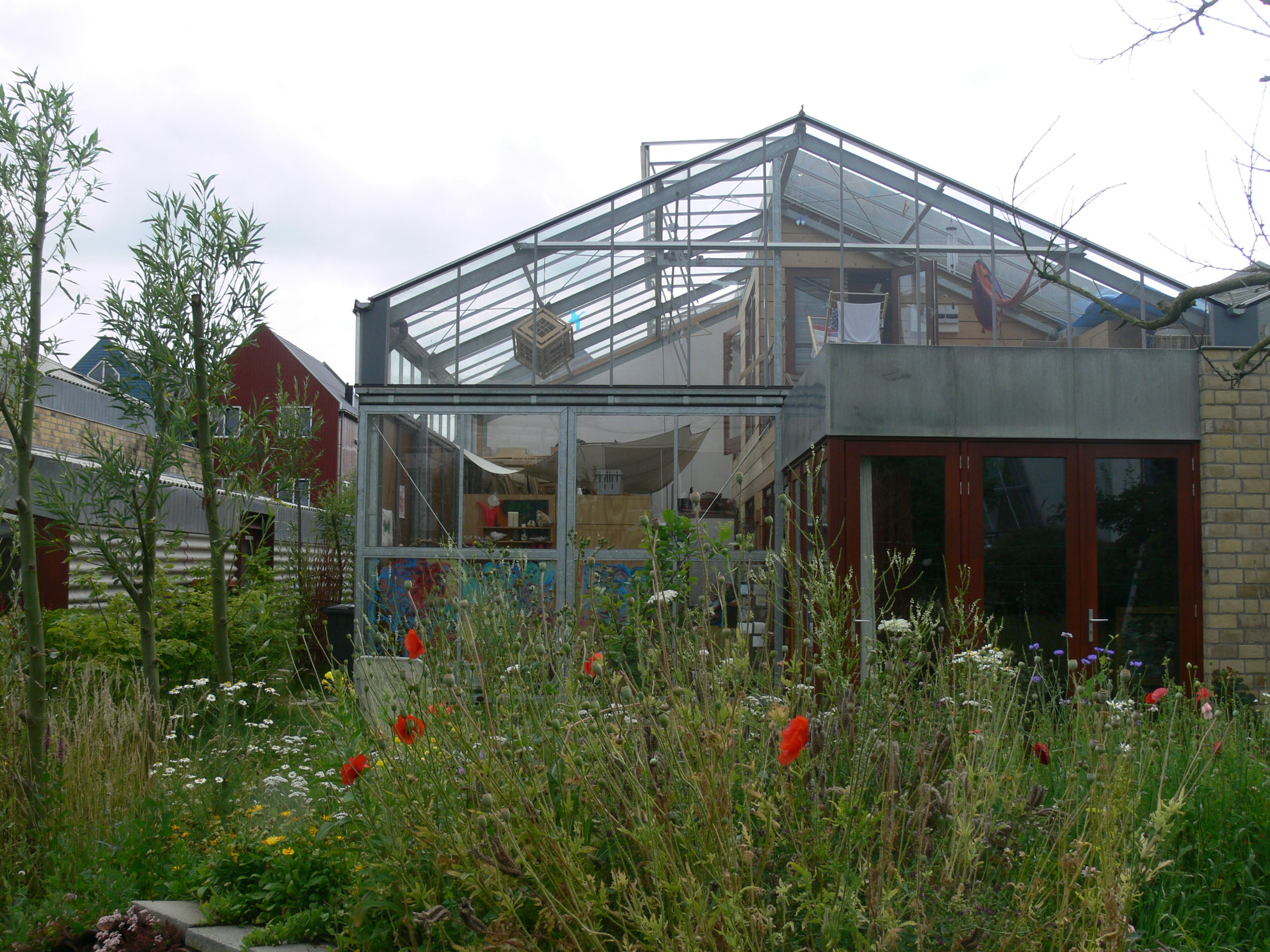
Une maison partiellement insérée dans une serre (Eva Lanxmeer, Pays-Bas).

Dans le but de concevoir une architecture assurant le confort, au coût énergétique le plus réduit possible, dans le respect de l'environnement, une démarche bioclimatique se conduit en prenant en compte :
- l'insertion dans le territoire,
- des matériaux tirés de l'environnement, matériaux biosourcés
- le chantier respectant la nature,
- les économies d'énergie,
- la sobriété d'usage,
- le confort et la santé.

L'ensemble suit une méthode de projet, respectant un ordre des opérations et comprenant une phase de programmation préalable à la mise en œuvre.

### Méthode de projet
Une architecture bioclimatique doit avant tout s'inscrire dans son environnement, donc s'y adapter. La connaissance de cet environnement (géographie environnante, climat, biodiversité existante, risques naturels…) est donc indispensable pour concevoir le projet architectural. 
Une architecture bioclimatique se fixe par ailleurs des objectifs précis du point de vue du bilan énergétique global sur la durée de vie du projet, mais également sur la pression environnementale qu'il va générer, et sur le confort et la santé des futurs utilisateurs du bâtiment.
Intégrer l'ensemble de ces contraintes en préalable à la conception architecturale est indispensable pour réaliser un projet bioclimatique, ce qui implique dans un premier temps un questionnement sur le choix du site en fonction de la densité urbaine, de l'emplacement, des transports, des commerces et services disponibles à proximité. 
Il faut ensuite rédiger un programme fixant les objectifs à atteindre et s'informer sur les matériaux, les techniques et les savoir-faire disponibles régionalement.
C'est seulement après que l'architecte pourra débuter la réalisation, en accord avec le projet qui lui est confié.

### Insertion dans le territoire
La réussite de cette insertion implique une économie par rapport à l'emprise sur les territoires naturels, soit éviter le mitage du territoire. Elle implique également un équilibre entre les différents services offerts, qu'il s'agisse de limitation des besoins en transport ou de pertinence économique et sociale de l'implantation, par la mixité des équipements de logement, de travail, d'éducation, d'approvisionnement et de loisir. Cette mixité permet, en densifiant les centres-villes et les agglomérations périurbaines, en se réappropriant les friches, en reconstruisant la ville sur la ville, de réduire les besoins en infrastructures et donc le coût public de la construction.

### Matériaux et chantier

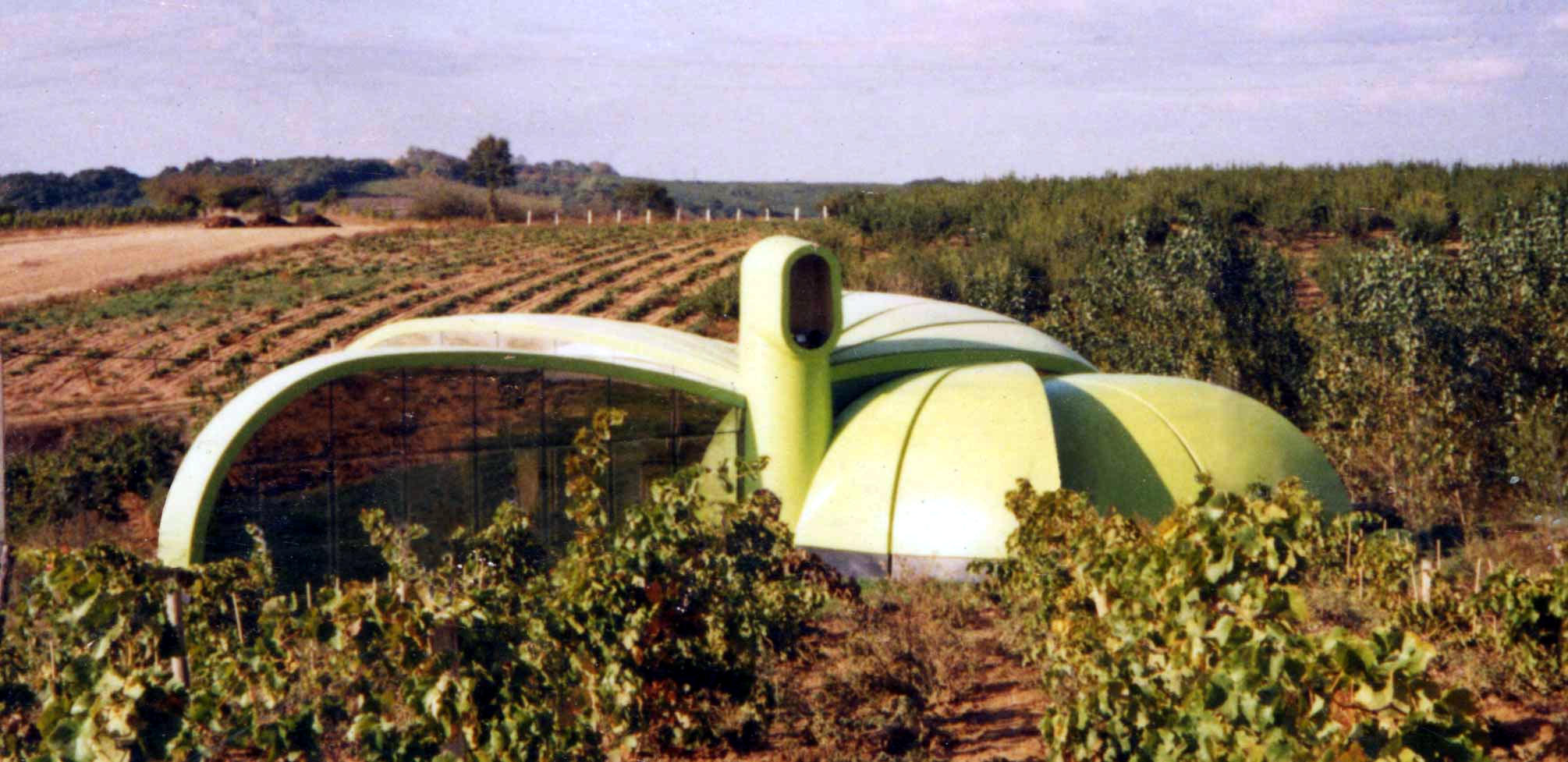
Expérimentation bioclimatique, avec matériaux composites (pierre broyée, fibre de verre et résine) à Crozes-Hermitage, France.

Les matériaux de l'architecture bioclimatique sont ceux couramment utilisés, néanmoins certains matériaux sont généralement privilégiés :
- Matériaux "naturels" : de ressources naturelles de préférence locales et renouvelables, en évitant les transformations.
- Matériaux "sains" : pas d’impact négatif sur la santé.

La réflexion sur ce dernier point peut s'étendre à plusieurs niveaux d'échelle de leur cycle de vie : impact direct par la nocivité (dégagement de gaz polluants par exemple) lors de leur fabrication, leur mise en œuvre, ou lors de leur usage définitif. Également à travers les pollutions indirectes de production sur l’environnement naturel (pollution des eaux de nettoyage rejetées dans le milieu naturel par exemple) ou par la production de déchets nocifs utilisés et affectant la santé (notamment les produits dérivés du pétrole, ou de l'industrie chimique).
L'empreinte écologique évalue l'impact sur l’environnement du cycle de vie d'un matériau. L'énergie grise est l'énergie totale consommée dans le cycle de vie du produit. La pollution directe en tant que matériau ou indirecte par sa fabrication, mise en œuvre, usage et recyclage.
Le bilan écologique dans le cycle de vie d'un matériau fait partie des réflexions bioclimatiques, même si elles ne sont pas toujours aussi poussées que dans des constructions "écologiques" où ce bilan est prioritaire sur d'autres réflexions.

### Économie et sobriété d'usage
L'une des préoccupations du bioclimatisme est la sobriété d'usage. Cette sobriété commence par la sobriété énergétique.
La réglementation thermique détermine le niveau maximal de consommation. Le bioclimatisme vise une performance supérieure, approchant le niveau passif, c'est-à-dire une construction dont le confort est assuré sans apport d'énergie fossile ou nucléaire. Cette performance ne peut être atteinte qu'en valorisant les apports solaires hivernaux (absence de chauffage), tout en se protégeant des apports solaires estivaux (absence de climatisation).
La sobriété concerne également la consommation des autres ressources durant la vie du bâtiment, à commencer par l'eau (pour les occupants, l'arrosage, …), les produits d'entretien (nettoyage, peinture, protection des composants).
Un bâtiment sobre génère un minimum de déchets durant sa construction, son exploitation et lors de sa reconversion en fin de vie.

### Confort et santé à l'intérieur
Le confort et la santé à l'intérieur d'un bâtiment sont assurés par l'ensemble des points cités auparavant, pour garantir un confort hygrothermique en toute saison et à toute heure, dans une ambiance saine pour les occupants.
Ces critères dépendent de la qualité des matériaux employés, de leur absence d'émissions nocives, et de leur capacité à réguler les apports solaires, à stocker l'énergie pour amortir les fluctuations météorologiques dans des proportions adaptées aux besoins du bâtiment. Ils dépendent aussi de la gestion du renouvellement indispensable de l'air intérieur pour le maintenir sain et avec une hygrométrie régulière. Ils ne doivent pas oublier la qualité visuelle vers l'extérieur et celle de la lumière intérieure, ni la qualité olfactive du site ou celle du contact des matériaux.
Un bâtiment bioclimatique répond au besoin permanent du plaisir des sens.

## Méthode d'architecture bioclimatique
L'architecture bioclimatique s'appuie sur trois axes : 
- capter l'énergie solaire et celle apportée par les activités intérieures,
- la diffuser ou s'en protéger,
- la conserver ou l'évacuer en fonction du confort recherché.

Ces exigences sont indispensables, en particulier dans les régions chaudes (de type méditerranéen par exemple), capter et conserver en hiver semblent contradictoires avec se protéger et évacuer en été. Résoudre cette contradiction apparente est la base d'une conception bioclimatique bien comprise.

### Capter/se protéger de la chaleur

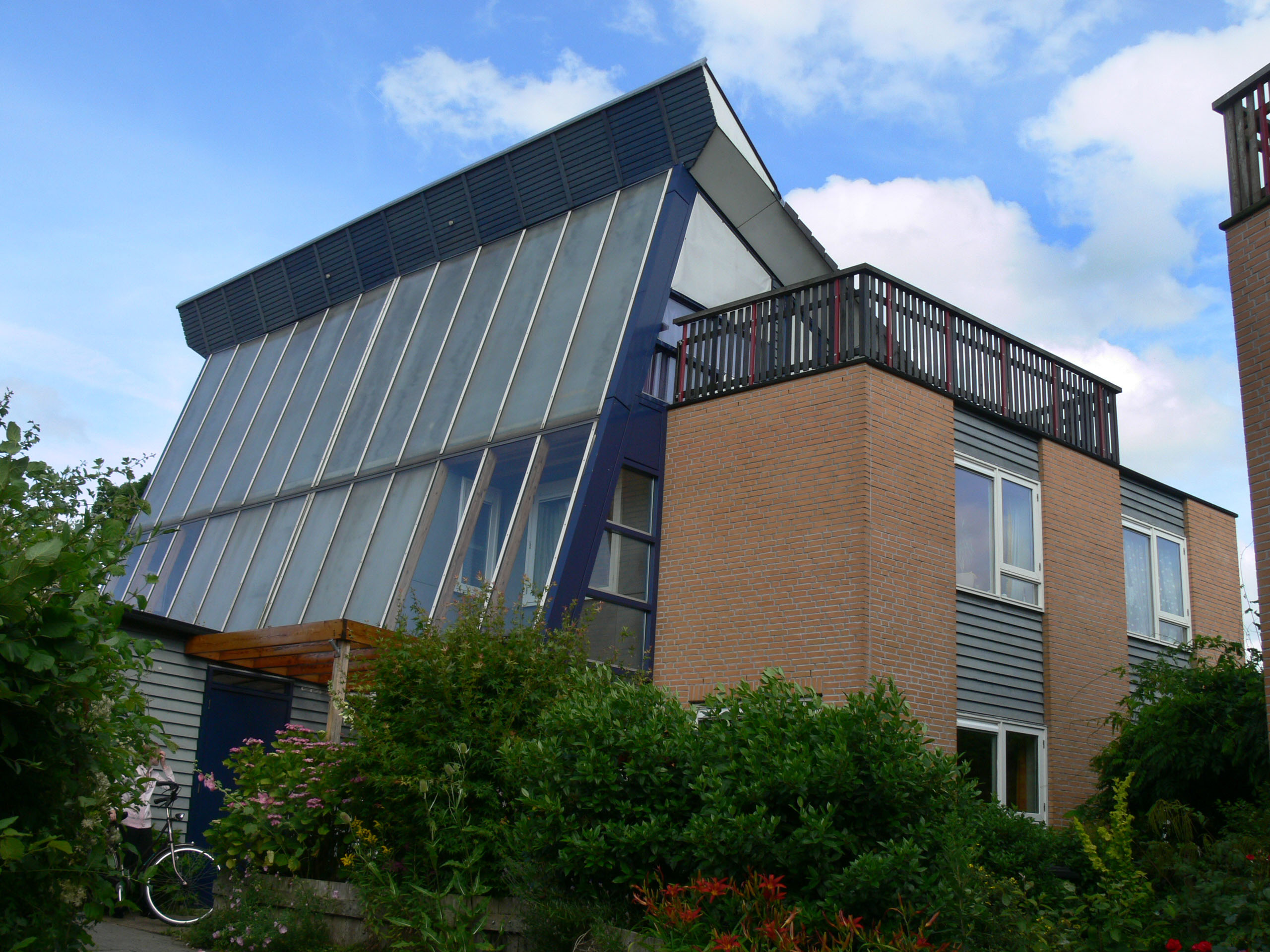
Les grandes surfaces vitrées sont souvent utiles en zone tempérée (Eva Lanxmeer, Pays-Bas).

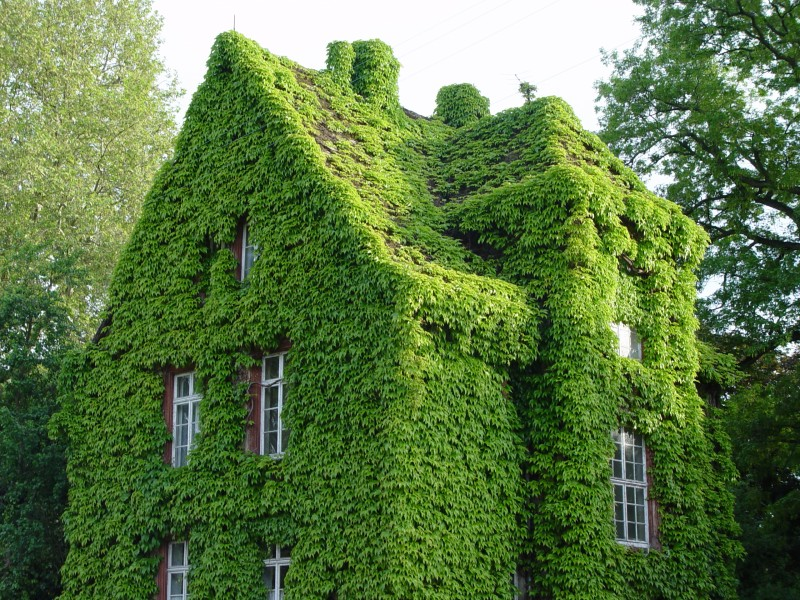
La végétalisation est une technique de limitation des apports solaires en été et de réduction des déperditions thermiques en hiver.

La Terre est inclinée sur son axe par rapport au plan de l'écliptique d'un angle de 23°27'. La hauteur du soleil sur l'horizon et le trajet qu'il parcourt dans le ciel varie au cours des saisons.
Dans l'hémisphère nord, à la latitude de l'Europe (environ 45° en moyenne), en hiver, le soleil se lève au sud-est et se couche au sud-ouest, en restant très bas sur l'horizon (22° au solstice d'hiver). Seule la façade sud d'une construction reçoit correctement la lumière solaire. Pour capter cette énergie solaire, il convient donc de placer les ouvertures vitrées principales au sud. Le verre laisse passer la lumière, mais absorbe les infrarouges réémis par les parois intérieures recevant cette lumière, ce qu'on appelle l'effet de serre. La lumière du soleil est convertie en chaleur par les surfaces opaques de la construction (les murs, les plafonds et les sols). C'est sur ce principe qu'est conçu un bâtiment solaire passif : solaire, car la source d'énergie est le soleil, passif, car le système fonctionne seul, sans système mécanique.
Toujours dans l'hémisphère nord, en été, le soleil se lève au nord-est, se couche au nord-ouest et est haut sur l'horizon à midi (78° au solstice d'été). Les façades d'une construction irradiées par le soleil sont principalement les murs est et ouest, ainsi que la toiture. L'angle d'incidence de ses rayons sur les surfaces vitrées orientées vers le sud est élevé. Il convient de protéger ces surfaces vitrées par des protections solaires, dimensionnées de manière à bloquer le rayonnement solaire direct en été tout en y laissant le maximum d'ensoleillement disponible en hiver. Sur les ouvertures des façades est et ouest, les protections solaires horizontales sont d'une efficacité limitée, car les rayons solaires ont une incidence moins élevée ; les protections solaires opaques (volets) - et encore plus la végétation caduque - sont efficaces sur ces façades. La végétation persistante est également efficace pour protéger des vents froids, sous réserve de ne pas occulter le soleil hivernal. Il existe également des techniques de brise-soleil adaptables à ces orientations.
Dans l'hémisphère nord, à la latitude européenne, une construction bioclimatique se caractérise par : 
1. des ouvertures de grande dimension au sud, parfaitement protégées du soleil estival
2. très peu d'ouvertures au nord
3. peu d'ouvertures à l'est sauf pour les pièces d'usage matinal, comme les cuisines : soleil du matin
4. peu d'ouvertures à l'ouest, surtout pour les chambres, à protéger du soleil couchant en été

Dans une démarche bioclimatique, ces généralités doivent naturellement être adaptées en fonction du milieu (climat, environnement, ...) et du rythme de vie des utilisateurs du bâtiment.

### Transformer/diffuser la chaleur
Une fois la lumière solaire captée, un bâtiment bioclimatique doit savoir la transformer en chaleur et la diffuser là où elle sera utile.
La transformation de la lumière en chaleur se fait au travers d'un certain nombre de principes, afin de ne pas détériorer le confort intérieur :
- Maintenir un équilibre thermique adapté
- Ne pas dégrader la qualité lumineuse
- Permettre la diffusion thermique par le système de ventilation et la conductivité thermique des parois.

Dans une construction, la chaleur a tendance à s'accumuler vers le haut des locaux par convection et stratification thermique. La conversion en chaleur de la lumière doit se faire prioritairement au niveau du sol. Par ailleurs, l'absorption de lumière par une paroi la rend sombre et limite sa capacité à diffuser cette lumière. Cette absorption ne doit pas empêcher la diffusion de lumière vers les zones les moins éclairées, et ne doit pas générer de contrastes ou d'éblouissement. Il importe en conséquence de favoriser les plafonds très clairs afin de diffuser la lumière dans les locaux sans éblouissement, assombrir les sols pour favoriser la capture d'énergie à ce niveau, et utiliser des teintes variables sur les murs selon la priorité à donner à la diffusion de lumière ou à la capture d'énergie solaire, et selon le besoin de chaleur ou de fraîcheur du local concerné.
Les teintes les plus aptes à convertir la lumière en chaleur et l'absorber sont sombres (idéalement noires) et plutôt bleues, celles les plus aptes à réfléchir la lumière et la chaleur sont claires (idéalement blanches) et plutôt rouges. On peut ainsi par un simple jeu de couleurs diriger la lumière puis la chaleur vers les zones qui le nécessitent. Les matériaux mats, de surface granuleuse (les matériaux naturels en particulier), sont également plus aptes à capter la lumière et la convertir en chaleur que les surfaces lisses et brillantes (effet miroir, aspect métallique ou laqué...).
Une bonne diffusion de la chaleur (ou de la fraîcheur) peut également être obtenue par des méthodes de ventilation adaptées.
Sous un climat tempéré, une construction bioclimatique conçue de manière optimale d'un point de vue thermique ne nécessite pas ou très peu de systèmes de chauffage ni de système de climatisation, pour maintenir une température intérieure comprise entre 20 °C en hiver et 25 °C en été, de jour comme de nuit.

### Conserver la chaleur/la fraîcheur
En hiver, une fois captée et transformée, l'énergie solaire doit être conservée à l'intérieur de la construction afin de pouvoir être valorisée au moment opportun. En été, c'est la fraîcheur nocturne (facilement captée par une bonne ventilation) qui doit être stockée durablement afin de limiter les surchauffes durant le jour.
La méthode la plus simple consiste à stocker cette énergie dans les matériaux lourds de la construction, sous réserve qu'ils soient accessibles et donc qu'ils ne soient pas recouverts d'un isolant thermique, d'où l'importance de l'isolation par l'extérieur, ou éventuellement de l'isolation répartie.
Le stockage de l'énergie dans les matériaux et le délai de restitution fait appel à leur chaleur massique, à leur volume global, mais aussi à d'autres caractéristiques physiques permettant de déterminer leurs performances énergétiques. Certaines techniques permettent de valoriser de façon dynamique le délai de restitution.

### Valoriser l'environnement
L'environnement (colline, forêt...) ainsi que la végétation plantée autour de la construction ont aussi un rôle de protection à jouer : comme brise-vent, on optera pour des résineux au nord et des feuillus au sud; ces derniers protègent du rayonnement solaire en été, mais laissent passer la lumière en hiver. Un point d'eau situé devant le bâtiment, au sud, apportera également un rafraîchissement d'un ou deux degrés en période estivale.

## Notions théoriques
Afin de stocker l'énergie, que ce soit sous forme de chaleur en hiver ou de fraîcheur en été, le bioclimatisme fait appel aux caractéristiques physiques des matériaux. Ces caractéristiques déterminent la vitesse et l'intensité auxquelles l'énergie va être stockée, la quantité totale d'énergie pouvant être stockée, le délai s'écoulant entre le stockage et la restitution, et la vitesse et l'intensité auxquelles cette énergie pourra être restituée. Des techniques particulières permettent de modifier la dynamique des matériaux, en fonction des effets recherchés.

### Caractéristiques énergétiques des matériaux
Tout matériau se définit du point de vue énergétique par trois caractéristiques physiques principales :
- Sa masse volumique, généralement notée par la lettre grecque ρ (rho). La masse volumique d'un matériau est une grandeur physique qui caractérise sa masse par unité de volume. Quand on la compare à celle de l'eau, on parle alors de densité.
- Sa conductivité thermique, appelée λ (lambda). Elle représente la capacité du matériau à laisser circuler la chaleur en son sein.
- Sa chaleur massique, plus rigoureusement appelée capacité thermique massique, et notée c qui représente la capacité plus ou moins grande d'un matériau à absorber de la chaleur sans s'échauffer outre mesure.

### Inertie thermique

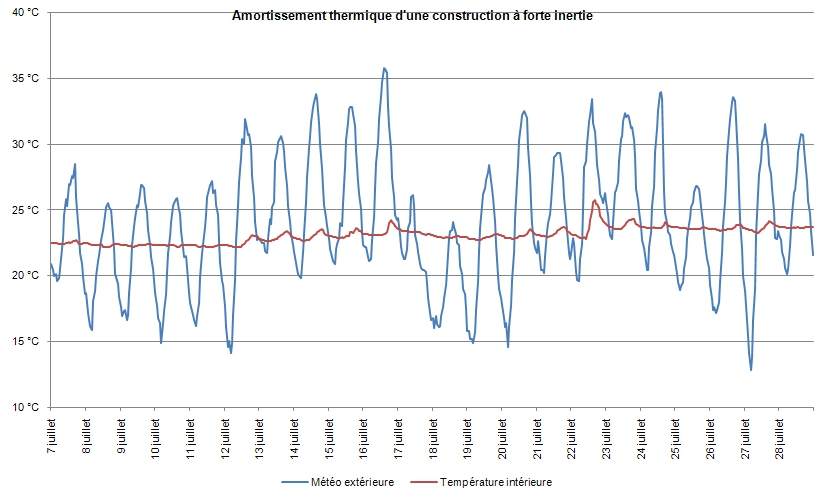
Amortissement thermique des fluctuations de la température extérieure en été dans une construction à forte inertie.

Quand on fait le produit ρc de la masse volumique par la chaleur massique, on obtient la chaleur volumique du matériau, encore appelée inertie thermique ou plus simplement inertie. Cette inertie des matériaux est à la base de la conception architecturale bioclimatique, puisque c'est elle qui va déterminer la capacité d'un bâtiment à stocker plus ou moins l'énergie solaire sans s'échauffer ou se refroidir hors des valeurs nécessaires pour maintenir le confort intérieur.

### Effusivité
Une table en bois avec des pieds en fer, placée dans une pièce chauffée, présente un plan de travail en bois et des pieds en fer à la même température. Pourtant, si on touche le bois ou le fer, on a l'impression que le fer est plus froid. Ce phénomène provient de l'effusivité.
Le bois possède une effusivité de 400, semblable à celle de la peau humaine. Si le bois est à 15 °C et la peau à 25 °C, le contact s'établira à la moyenne entre les deux températures, soit 20 °C. Le fer a une effusivité de 14000, soit 35 fois plus que la peau, il va céder 35 fois plus de chaleur qu'il n'en prendra à la main, et le contact avec la peau va alors s'établir à 15,3 °C, avant que la main ne commence à réchauffer le fer : le fer semble froid.
L'effusivité est donnée par la formule : {\displaystyle E={\sqrt {\lambda \rho c}}} (en J m−2 K−1 s−1/2)
Elle est proportionnelle à la conductivité thermique et à l'inertie du matériau (plus précisément à leur racine carrée). L’effusivité décrit la rapidité avec laquelle un matériau absorbe ou cède la chaleur. Un matériau fortement effusif, comme en général la pierre ou le métal, semble froid, et est apprécié en climat chaud, alors qu'un matériau faiblement effusif, comme le bois et plus généralement les fibres végétales, semble chaud, et est apprécié en climat froid. Le choix d'un matériau, vis-à-vis de son effusivité, est conditionné par l'ambiance thermique souhaitée dans un local, mais aussi par la réactivité thermique attendue pour ce local : un matériau faiblement effusif permettra d'atteindre plus rapidement une température de rayonnement élevée : il se réchauffera plus vite en surface.

### Diffusivité
Quand on chauffe intensément l'extrémité d'un matériau, on constate qu'au bout d'un certain temps, l'énergie thermique s'est comme « étalée » dans le matériau : tout le matériau est devenu un peu plus chaud, mais nettement moins que la partie chauffée à l'origine. La chaleur apportée s'est répartie, s'est diffusée à travers la matière. Ce phénomène est déterminé par la diffusivité.
La diffusivité est donnée par la formule : {\displaystyle D={\lambda  \over \rho c}}   (en m²/s)
Elle est proportionnelle à la conductivité thermique, mais inversement proportionnelle à l'inertie du matériau. Elle décrit la rapidité d’un transfert de chaleur à travers toute la masse d’un matériau, et plus précisément, caractérise la capacité d'un matériau à transmettre un signal de température d'un point à un autre de ce matériau.
On constate un lien très fort entre la diffusivité et l'effusivité, grandeurs qui dépendent toutes deux des trois caractéristiques énergétiques des matériaux vues précédemment. Ce lien peut être écrit mathématiquement par la relation suivante, qui est une autre façon de décrire l'inertie thermique :
{\displaystyle \rho c=E/{\sqrt {D}}\,}
Ce sont sa diffusivité (la vitesse de propagation de la chaleur dans le matériau) et son effusivité (l'aptitude du matériau à échanger de la chaleur avec son environnement) qui déterminent la caractéristique fondamentale d'un matériau en bioclimatisme : son inertie thermique.

### Amortissement thermique

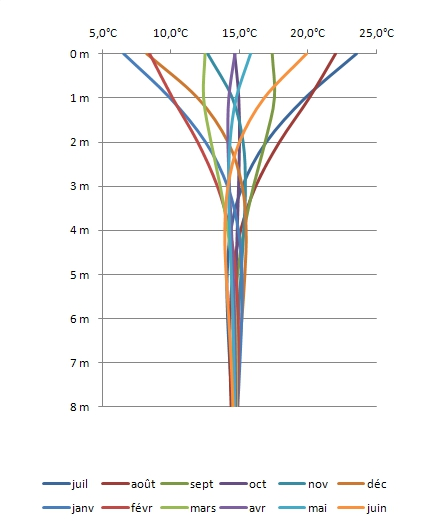
Amortissement thermique : température dans le sol en fonction de la profondeur, pour les différents mois de l'année.

Lorsqu'une masse de matière reçoit en surface de manière variable des apports de chaleur, le phénomène de diffusion amortit les fluctuations au sein de la matière, en proportion de l'éloignement par rapport au point d'injection de l'énergie. Cet amortissement suit une loi exponentielle. Dans un mur massif, en béton ou en pierre, cet amortissement est tel qu'à une profondeur d'environ 40 cm la fluctuation journalière de l'ensoleillement n'est quasiment plus mesurable. À la surface de la Terre, l'amortissement de la fluctuation de température entre l'été et l'hiver est quasiment total à une profondeur de l'ordre de 4 mètres. À cette profondeur, la température devient constante et égale à la température moyenne de la planète, soit environ 15 °C ± 1 °C à la latitude de 45° et à basse altitude.
Le phénomène d'amortissement traduit la capacité des matériaux à stocker l'énergie lorsqu'il y a un supplément d'apport thermique (par exemple le jour), et la restituer lorsque cet apport disparaît (par exemple la nuit). L'utilisation en bioclimatisme du phénomène d'amortissement permet de réguler les apports solaires, afin de les restituer au moment où ils seront utiles, et offrir un confort thermique le plus régulier possible.

### Déphasage thermique
Le solstice d'été a lieu le 21 juin. Pourtant, chacun peut constater que le moment le plus chaud de l'année se situe début août (dans l'hémisphère nord). De même, la calotte polaire arctique voit sa fonte maximale intervenir mi-septembre. Ces phénomènes sont causés par le déphasage thermique de la croûte terrestre et de l'océan. Lorsqu'une masse de matière reçoit de l'énergie, il faut un certain temps avant qu'elle ne puisse la restituer.
Il en va de même dans un bâtiment. Lorsqu'une masse lourde (mur, plancher...) reçoit de la chaleur solaire, l'accumulation de cette énergie nécessite un certain temps, liée au déphasage thermique de la paroi considérée.
De façon approximative, pour une paroi d'épaisseur limitée (cas courant), la vitesse de transfert de la chaleur dans la matière (en cm/h) est donnée par la formule suivante : {\displaystyle \gamma =72,5/2mh{\sqrt {D}}}
On peut en déduire le temps approximativement nécessaire pour un transfert de chaleur à travers une paroi (en heures, l'épaisseur étant donnée en mètres) :  {\displaystyle t={1,38.e \over {\sqrt {D}}}}
La formule est  très simplifiée et ne vaut que pour des épaisseurs réduites. Au-delà de 20 cm, elle commence à être imprécise, la vitesse de diffusion n'étant plus linéaire. (cf. article sur le déphasage thermique)

### Gestion de l'air
Même avec des parois respirantes, l'air intérieur d'un bâtiment doit être renouvelé. Dans une maison bioclimatique, cela ne sera pas fait avec une ventilation mécanique système D, aussi appelé VMC à récupération de chaleur, mais avec un système à ventilation naturelle non contrôlée.

### Énergie grise
L’énergie grise correspond à la somme de toutes les énergies nécessaires à la production, à la fabrication, à l'utilisation et enfin au recyclage des matériaux ou des produits industriels.

## Mise en œuvre du bioclimatisme
En France, la Réglementation Thermique 2012 a  introduit le concept de Bbio, besoin bioclimatique du bâtiment, qui vise à promouvoir une conception  bioclimatique du bâtiment.
Or, cet indicateur focalise sur le confort d'hiver, et non sur le confort d'été. Ainsi, une maison de couleur noire obtient un meilleur Bbio qu'une maison de couleur blanche.
Prenant en compte aussi bien les problématiques d'été que d'hiver, le label environnemental Bâtiments Durables Méditerranéens, mis en œuvre dans les régions Provence-Alpes-Côte d'Azur et Midi-Pyrénées-Languedoc-Roussillon par l'association EnvirobatBDM, valorise l'architecture bioclimatique, à travers notamment sa partie de référentiel consacrée au confort thermique méditerranéen.